# Solvayhütte

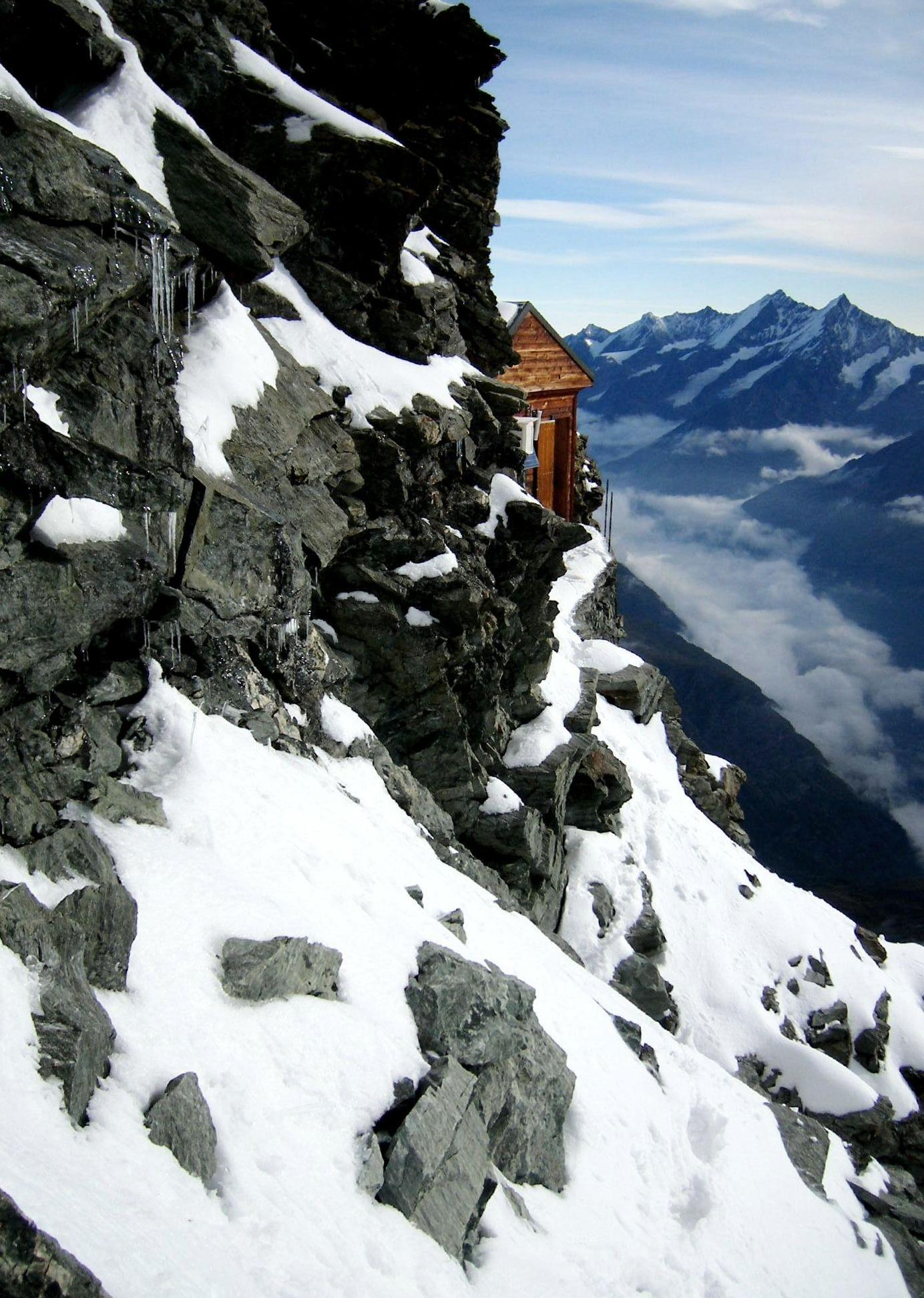
Solvayhütte (2005)

Solvayhütte, dosł. chata Solvaya, również Solvaybiwak – górskie schronienie ulokowane na północno-wschodnim grzbiecie góry Matterhorn w Alpach Penninskich na wysokości 4003 m n.p.m. Schronienie, zostało uruchomione 8 sierpnia 1917 roku jako awaryjne schronienie w nieprzewidzianych sytuacjach dla alpinistów zdobywających szczyt Matterhorn. Chata wyposażona jest w 10 miejsc do noclegu, koce i radiotelefon.
Inicjatywa budowy schroniska pojawiła się na skutek śmiertelnych incydentów, które wielokrotnie zdarzały się podczas prób zdobycia szczytu od 1865 roku, czyli od momentu, gdy po raz pierwszy dokonał tego Edward Whymper.
Nazwa została nadana na cześć Ernesta Solvaya – belgijskiego chemika i miłośnika wspinaczek górskich, który na jej budowę przekazał sumę 20 tys. franków. Właścicielem schroniska jest Swiss Alpine Club.
Przeciwni budowie schronienia byli przewodnicy górscy, którzy uważali, że w ten sposób stracą klientów i ich usługi przestaną być potrzebne. Po długotrwałych sporach w 1912 roku Swiss Alpine Club uzyskało zgodę władz na budowę – z zastrzeżeniem, że chata może być wykorzystywana tylko jako schronienie w sytuacjach awaryjnych, np. podczas nagłego załamania pogody. Drewno do budowy schroniska początkowo sprowadzano na mułach z miejscowości Zermatt, następnie – za pomocą specjalnie skonstruowanej siedmiostopniowej wciągarki – drewno było wnoszone na wyższe partie góry. Budowa schroniska trwała łącznie 2 miesiące, podczas której – mimo bardzo ekstremalnych i niebezpiecznych warunków – nie zginął żaden robotnik. Według Swiss Alpine Club, w ciągu roku ze schroniska korzysta około 600 alpinistów, z czego szacuje się, że około 40 – faktycznie w związku z nagłą sytuacją.